# پی‌پی جوراب‌بلنده (فیلم ۱۹۴۹)
«پی‌پی جوراب‌بلنده» (انگلیسی: Pippi Longstocking (1949 film)) یک فیلم است که در سال ۱۹۴۹ منتشر شد.